# Cui Tiankai

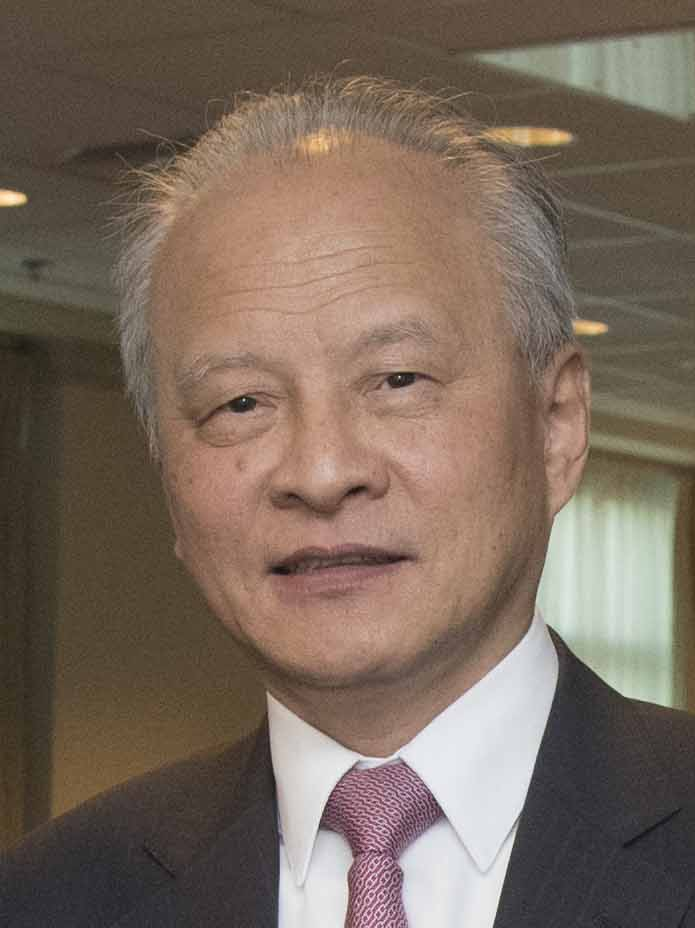
Cui Tiankai (2018)

Cui Tiankai (chinesisch 崔天凯, Pinyin Cuī Tiānkǎi; * Oktober 1952 in Zhejiang) ist ein Diplomat der Volksrepublik China, der zwischen 2007 und 2009 Botschafter in Japan sowie von 2009 bis 2013 Vize-Außenminister war. Von März 2013 bis Juni 2021 war er Botschafter in den USA.

## Leben
Cui Tiankai absolvierte ein Studium der Rechtswissenschaften an der Pädagogischen Universität Ostchina und war zwischen 1977 und 1978 als Lehrer an der Pädagogischen Universität Shanghai tätig., wo er zwischen 1978 und 1979 selbst ein postgraduales Studium an der Fremdsprachen-Abteilung absolvierte. Danach folgte zwischen 1979 und 1981 ein Besuch des Ausbildungslehrgangs für UN-Dolmetscher und Übersetzer am Institut für Fremdsprachen in Peking, an der sich von 1981 und 1984 eine Tätigkeit als Dolmetscher des chinesischen Sprachdienstes in der Hauptabteilung für die Generalversammlung und Konferenzmanagement des UN-Sekretariats anschloss. Nach seiner Rückkehr war er zwischen 1984 und 1986 Attaché und zuletzt Dritter Sekretär in der Abteilung Internationale Organisationen und Konferenzen im Außenministerium und absolvierte von 1986 und 1987 ein weiteres postgraduales Studium an der Johns Hopkins University.

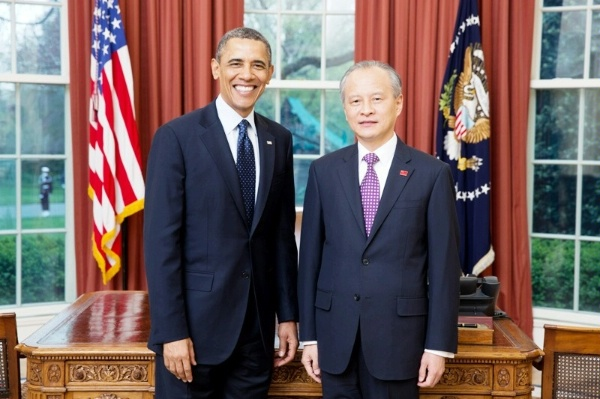
Cui Tiankai (rechts) nach der Übergabe des Akkreditierungsschreiben als Botschafter in den USA mit US-Präsident Barack Obama (April 2013)

Im Anschluss war Cui zwischen 1987 und 1996 nacheinander stellvertretender Referatsleiter, Referatsleiter und Rechtsberater der Abteilung Internationale Organisationen und Konferenzen im Außenministerium, ehe er zwischen 1996 und 1997 stellvertretender Generaldirektor der Abteilung Öffentlichkeitsarbeit und Sprecher des Außenministeriums war. Im Anschluss folgte eine Verwendung von 1997 bis 1999 als Botschaftsrat an der Ständigen Vertretung bei den Vereinten Nationen in New York City sowie zwischen 1999 und 2001 als stellvertretender Generaldirektor der Abteilung Politische Forschung des Außenministeriums, deren Generaldirektor er von 2001 bis 2003 war. Anschließend war er zwischen 2003 und 2006 Generaldirektor der Abteilung Asien im Außenministerium sowie von 2006 bis 2007 Assistierender Außenminister.
2007 löste Cui Wang Yi als außerordentlicher und bevollmächtigter Botschafter in Japan ab und verblieb auf diesem Posten bis Januar 2010, woraufhin Cheng Yonghua im Februar 2010 seine dortige Nachfolge antrat. Er selbst war daraufhin zwischen 2009 und 2013 Vize-Außenminister. Von März 2013 bis Juni 2021 war er außerordentlicher und bevollmächtigter Botschafter in den USA und damit Nachfolger von Zhang Yesui. Sein Nachfolger wurde Qin Gang.
Cui Tiankai ist verheiratet und Vater einer Tochter.